# Мусул
 Тази статия е за планината.  За града в Ирак вижте Мосул.  За селото в Западните покрайнини вижте Мусул (село).
Мусул или Бесна Кобила (на сръбски: Бесна Кобила или Besna Kobila) е планина в Югоизточна Сърбия, Пчински окръг. Разположена е на вододела между басейна на Българска Морава и Струма. Най-високият връх на планината е Бесна кобила – 1922 метра. Други високи върхове са Шупля пад (1862 m.), Мусул (1777 m.), Мечит (1587 m.), Бела вода и Модрика. На юг планината минава в планината Доганица, а на север във Варденик. От Мусул извира река Драговищица, на която е разположен Босилеград. По билото на Мусул минава българо-сръбската граница от 1878 до 1919 година.
Върхът се намира точно на 90 км по права линия от градовете Ниш, София и Скопие. Тук е разположена радио- и телевизионна предавателна станция с голям обхват в трите държави: Пчински окръг в Сърбия, Кюстендилска област в България и Североизточния регион на Република Северна Македония.
Мусул е изградена главно от гранит, а има и оловна руда. Долините в подножието ѝ са покрити с гора, а по-високите части са пасища. В северното ѝ подножие минава път, който свързва Босилеград с долината на Българска Морава. В южното подножие има рудник с галенит.